# Худаферин
Худаферин (азерб. Xudafərin) — село в Джебраильском районе Азербайджана.

## История
Село изначально называлось Худаярлы по наименованию одного из четырёх поколений, живших в селе. В годы Великой Отечественной войны часть населения переселилась и основала село Халафли на востоке. Остальная часть же села стала селиться в непосредственной близости от Худаферинского моста, в связи с чем село стало называться Худаферин.
В годы Российской империи село Худаярлу входило в состав Джебраильского уезда Елизаветпольской губернии.
В советские годы село входило в состав Джебраильского района Азербайджанской ССР. В результате Первой карабахской войны в августе 1993 года перешло под контроль непризнанной Нагорно-Карабахской Республики и согласно её административно-территориальному делению входило в Гадрутский район НКР.
18 октября 2020 года в социальных сетях появились фото и видео водружения на мосту азербайджанского флага азербайджанскими военными в ходе Второй карабахской войны. Позже президент Азербайджана Ильхам Алиев объявил о поднятии азербайджанского флага над Худаферином на своей странице в Твиттере.
30 октября 2020 года Министерство обороны Азербайджана опубликовало репортаж из села Худаферин.

## География
Село расположено на левом берегу реки Аракс, на высоте около 295 м.

## Население
По данным «Свода статистических данных о населении Закавказского края, извлеченных из посемейных списков 1886 года» в селе Худаярлу Ковшутлинского сельского округа Джебраильского уезда было 27  дымов и проживало 129 азербайджанцев (указаны как «татары»), которые были шиитами по вероисповеданию и крестьянами.
По данным «Кавказского календаря» на 1912 год в селе Худаярлу Карягинского уезда проживало 157 человек, в основном азербайджанцев, указанных в календаре как «татары».
По данным издания «Административное деление АССР», подготовленного в 1933 году Управлением народно-хозяйственного учёта Азербайджанской ССР (АзНХУ), по состоянию на 1 января 1933 года в селе Худаярлу, входившем в состав Кумлакского сельсовета Джебраильского района Азербайджанской ССР, было 34 хозяйства и проживало 253 жителя. 98,9% населения сельсовета составляли азербайджанцы (в источнике — «тюрки»).

## Достопримечательности
Между селом Худаферин и посёлком Кумлак расположены средневековые Худаферинские мосты. Выше по течению расположено Худаферинское водохранилище.

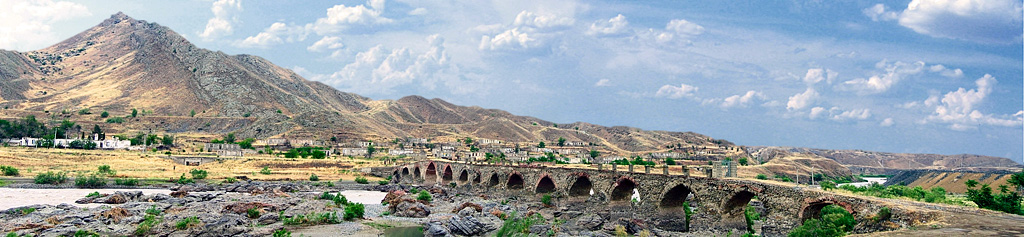
Вид на построенный в XII веке 15-пролетный Худаферинский мост и село Худаферин со стороны Ирана. 2006 год